# Prinsjesboekenprijs
De Prinsjesboekenprijs is een Nederlandse prijs voor het beste politieke boek van het voorafgaande parlementaire jaar. De prijs is ingesteld om het belang van boeken over de nationale politiek te benadrukken en de kwaliteit ervan te helpen bevorderen.
De Prinsjesboekenprijs wordt in de Eerste Kamer uitgereikt tijdens het Prinsjesfestival in de week voor Prinsjesdag. Tijdens dit festival wordt ook de Prinsjesprijs en de Prinsjesfotoprijs toegekend. De prijs bestaat uit een oorkonde en een bedrag van 2500 euro.
Vanaf 2019 bestaat de jury uit voorzitter Mark Verheijen (o.a. voormalig Tweede Kamerlid voor de VVD en schrijver van een biografie over Harm van Riel), Monique Leyenaar (hoogleraar politicologie aan de Radboud Universiteit Nijmegen) en onderzoeksjournalist Kim van Keken (o.a. Quote, Follow the Money).

## Winnaars PrinsjesBoekenprijs
- 2024 - Hein de Haas voor zijn boek Hoe migratie echt werkt
- 2023 - Wim Voermans voor zijn boek Onze constitutie: De geschreven en ongeschreven regels van het Nederlandse staatsbestel
- 2022 - Jan Hein Strop en Stefan Vermeulen voor hun boek Sywerts Miljoenen
- 2021 - Hans de Geus voor zijn boek Hoe ik toch huisjesmelker werd.
- 2020 - Elma Drayer voor haar boek Witte schuld.
- 2019 - Herman Tjeenk Willink voor het boek Groter denken, kleiner doen.
- 2018 - Remieg Aerts voor het boek Thorbecke wil het.
- 2017 - Tom van der Meer voor het boek Niet de kiezer is gek.
- 2016 - Bastiaan Rijpkema voor het boek Weerbare Democratie, De Grenzen van Democratische Tolerantie.
- 2015 - Frank Westerman voor het boek De slag om Srebrenica.
- 2014 - Piet de Rooy voor het boek Ons stipje op de waereldkaart.
- 2013 - Mathieu Segers voor het boek Reis naar het continent. Nederland en de Europese integratie, 1950 tot heden.

## Winnaars PrinsjesFotoprijs
- 2024 - Koen van Weel voor zijn foto van coalitiepartners Geert Wilders, Dilan Yeşilgöz, Caroline van der Plas en Pieter Omtzigt bij de presentatie van het hoofdlijnenakkoord.
- 2023 - David van Dam voor zijn foto van Eric van der Burg die in de Trêveszaal de handen voor het gezicht slaat.
- 2022 - David van Dam voor zijn foto van een rokende Carola Schouten tijdens de formatie.
- 2021 - Bart Maat voor zijn foto van de leesbare notities van oud-verkenner Kajsa Ollongren waarop "Positie Omtzigt, functie elders" stond.
- 2020 - Dirk Hol voor zijn foto van toenmalig minister van Medische Zorg Bruno Bruins (VVD) die in elkaar zakt achter het spreekgestoelte in de Tweede Kamer aan het begin van deze coronacrisis.[1]
- 2019 - David van Dam voor een foto van Thierry Baudet in zijn fractiekamer met een glas wijn en sigaret tijdens een schorsing van de Algemene Politieke Beschouwingen 2018. Zijn aanwezigheid bij het bespreken van de hoofdlijnen van het kabinetsbeleid vond hij ‘beneden zijn waardigheid’.[2]
- 2018 - David van Dam voor zijn foto van het afgetreden minister van Defensie Jeanine Hennis-Plasschaert.[3]
- 2017 - David van Dam voor zijn foto van de Turkse minister van Familiezaken Fatma Kaya die een toespraak wil houden, maar voor het Turkse consulaat in Rotterdam wordt tegengehouden.[4]
- 2016 - Bart Maat voor zijn foto van de felicitaties van Diederik Samsom aan zijn partijgenoot Khadija Arib bij haar verkiezing tot voorzitter van de Tweede Kamer.[5]
- 2015 - Dirk Hol voor zijn foto van de VVD-minister Henk Kamp van Economische Zaken met boze Groningers op de publieke tribune van de Tweede Kamer, bij aanvang van het debat over de gaswinning in de provincie Groningen.[6]
- 2014 - David van Dam voor zijn foto van minister Ronald Plasterk (Binnenlandse Zaken) na een lang debat over Amerikaanse afluisterpraktijken, op de achterbank van zijn dienstauto [7][8]

## Winnaars Prinsjesprijs
- 2024 - Hans Vijlbrief
- 2023 - Hanke Bruins Slot
- 2022 - Herman Tjeenk Willink
- 2021 - André Bosman en Chris van Dam
- 2020 - Khadija Arib
- 2019 - Judith Sargentini, Hans van Baalen en Wim van de Camp
- 2018 - Jozias van Aartsen
- 2017 - Angelien Eijsink, Sharon Gesthuizen, en Helma Neppérus
- 2016 - Pieter Omtzigt
- 2015 - Roel Kuiper[9]
- 2014 - Wouter Koolmees, Carola Schouten, en Elbert Dijkgraaf[10]
- 2013 - Gerdi Verbeet en Jacqueline Biesheuvel[11]

## Winnaars PrinsjesPodcastprijs
- 2024 - EO voor de podcastserie De Spindoctors, aflevering Alles komt door Omtzigt.
- 2023 - NRC Vandaag voor hun podcastaflevering Hoe de Groningse gasmissie van Eric Wiebes mislukte.
- 2022 - NRC voor de podcastserie Pim, aflevering 4 Hetze, over de opkomst van Pim Fortuyn.
- 2021 - Joost Vullings en Xander van der Wulp voor hun podcastaflevering De verbale trukendoos van Mark Rutte.